# Setge de Barcelona (1706)
El Setge de Barcelona de 1706 fou una de les batalles de la Guerra de Successió Espanyola.

## Antecedents
Preveient la mort de Carles II de Castella i d'Aragó sense descendència, les principals potències europees van proposar un príncep elector de Baviera, amb el consegüent repartiment de possessions entre aquestes potències. Però aquest mor, i Carles II en el darrer testament abans de morir proposa Felip d'Anjou. Felip entra a Barcelona el 2 d'octubre i les Corts finalment es taquen el 14 de gener de 1702 amb el jurament de les constitucions catalanes pel Rei. Els aliats proposen l'Arxiduc Carles i comencen les hostilitats.
Pres Gibraltar pels britànics, a l'agost del 1705 l'arxiduc embarca a Lisboa en direcció al Mediterrani. S'atura a Altea on és proclamat Rei i la revolta valenciana dels maulets s'estén liderada per Joan Baptista Basset. Mentrestant, i esperonats constantment pel príncep Jordi de Darmstadt, escamots armats barren el pas als borbònics a la plana de Vic i en la Batalla de Montjuïc capturen la fortalesa, que seria fortificada i usada per bombardejar la ciutat de Barcelona, que envoltada de les tropes aliades de Lord Peterborough va capitular el 9 d'octubre de 1705, de manera que el 22 d'octubre entra a Barcelona l'Arxiduc Carles, que el 7 de novembre de 1705 jura les constitucions catalanes, nomenat Carles III. Lord Peterborough avança cap a València i a finals d'any, l'arxiduc ja controla la major part de Catalunya i el Regne de València. John Leake rep l'encàrrec de patrullar el Mediterrani, i es dirigeix a Lisboa a reparar i reposar la flota.
Felip d'Anjou es negà a donar-se per vençut i conscient del perill que suposava Barcelona en mans de l'enemic decidí un atac, i es reuní a Casp des de Madrid amb René de Froulay de Tessé el 14 de març de 1706, sortint tres dies després a tota velocitat cap a Barcelona avançant des de Lleida, sense prendre-la, i enviant nous reforços des de França comandats per Adrien Maurice de Noailles, el governador de Perpinyà, i enviant l'estol de Toló, comandat per Lluís Alexandre de Borbó amb canons i munició.
A finals de març, 1706 el comte de Cifuentes, nomenat Virrei de València, que estava Tortosa, rebé ordre de dirigir-se a Barcelona amb als miquelets de Bac de Roda i Manuel Moliner i Rau, a les fronteres d'Aragó i València.

## Ordre de Batalla

### L'exèrcit borbònic
Els borbònics, amb la presència del mateix Felip d'Anjou que s'estableix a Sarrià compten amb 18.000 homes i l'estol de Lluís Alexandre de Borbó, Comte de Toulouse.

### La defensa de Barcelona
Per defensar Barcelona l'Arxiduc Carles comptava amb 8.500 homes: 4.500 membres de la Coronela, 2.000 infants entre britànics, alemanys i holandesos, uns 1.000 catalans regulars enquadrats en el Regiment de Reials Guàrdies Catalanes i el regiment de Barcelona i un miler més de voluntaris catalans, entre d'altres, de la coronela de Manresa. A més uns 400 dragons, dels quals 250 catalans i la resta anglesos.

### L'estol aliat
El 3 d'abril de 1706, l'estol de 21 vaixells de línia de John Leake es va reunir a Gibraltar amb el 6 vaixells de línia de John Price, i l'estol de Jan Gerrit van Wassenaer van Duvenvoorde, amb 7 vaixells de línia i sis fragates que estava embarcat James Stanhope. El dia 5, Leake rebé una carta del rei Carles informant-lo que els borbònics pretenien assetjar Barcelona, i li demanaven socors. Arribaren a Altea el 18 on l'endemà s'uní Sir George Byng amb catorze vaixells de línia, i tres dies després l'estol de Hovenden Walker, amb cinc vaixells de línia.
L'estol aliat es va dirigir a Mallorca i d'allà a Tortosa, on el 26 d'abril van embarcar 2.000 homes de Lord Peterborough. Pensant que les forces de terra dels francesos podrien fer un assalt desesperat sobre la ciutat, Leake va ordenar Byng i Wassenaer avançar-se.

## El setge
El 2 d'abril la flota francesa arriba a la ciutat, mentre que les tropes de Felip d'Anjou i René de Froulay de Tessé entren en contacte amb les d'Adrien Maurice de Noailles el 3 d'abril de 1706 a la ciutat i l'assetgen, iniciant les operacions contra el Castell de Montjuïc, que Tessé creu que és la clau per rendir la ciutat. Bac de Roda va rebre l'encàrrec de vigilar i defensar, al capdavant de 600 homes, la línia que dividia la ciutat del castell de Montjuïc, i el 7 d'abril les seves tropes varen trencar la trinxera borbònica aixecada a l'alçada de Santa Madrona per a aïllar Montjuïc de la ciutat. El 19 d'abril el castell és atacat amb l'artilleria i la major part de la infanteria, on Arthur Chichester, Lord Donegal resisteix amb set-cents cassaques vermelles.
El rei Carles, tot i que podia fugir fàcilment per mar, va decidir esperar l'estol de socors, i morir si es donés el cas. Lord Donegal, va resistir fins al dia 26, quan cau en mans borbòniques. La muralla de la ciutat és atacada amb artilleria a la zona de Sant Antoni, on es produeix una important fissura. La milícia de Barcelona va fer una sortida en 21 d'abril, lluitant cos a cos amb els invasors, fins que es retiren.
El 7 de maig l'estol de Lluís Alexandre de Borbó va fugir en saber del gran estol aliat que s'aproximava i 8000 soldats aliats desembarquen a la costa prop de Barcelona, Els borbònics, que podien haver presentat batalla, havien rebut notícies de la caiguda de Valencia de Alcántara i fugen en un complet desordre, i atiats pels miquelets abandonen l'artilleria i les municions, fins al punt que Felip d'Anjou ha de fugir cap a França passant per l'Empordà i el Rosselló, arribant a Perpinyà en 23 de maig. Poques setmanes més tard, torna a Espanya per Navarra.
Les fonts documentals expliquen que la fugida de Felip V va causar una gran perplexitat en totes les cancelleries d’Europa, però especialment a la de Versalles, regida pel seu avi i valedor Lluís XIV de França.

## Conseqüències

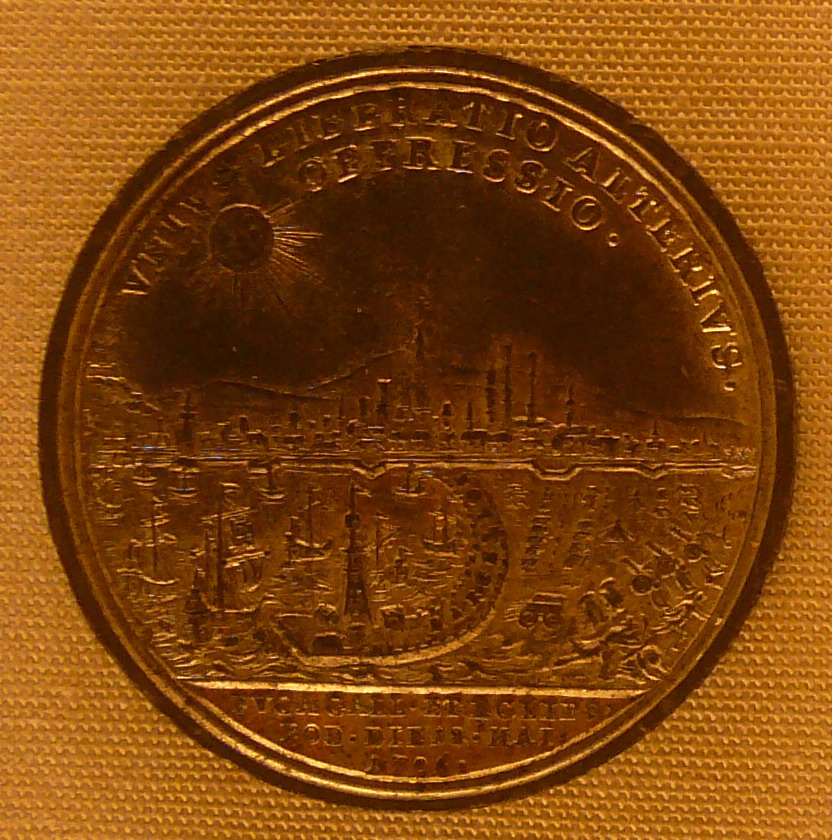
Medalla commemorativa de l'aixecament del setge

La captura de material de guerra fou molt important: cent sis canons de bronze, vint-i-set morters, cinc mil barrils de pólvora, quaranta-mil cartutxos, cinc-cents barrils de bales de mosquet, dues mil bombes, deu mil granades i dotze mil tres-centes granades de mà.
Catalunya estarà doncs a partir d'ara definitivament en mans dels aliats. Les tropes que no estaven destinades a Catalunya van reembarcar, i Charles Mordaunt, Lord Peterborough va desembarcar a València el 13 de maig. A Altea estant, es va celebrar un Consell de Guerra que va determinar dirigir-se al Setge de Cartagena, on els habitants locals volien prendre part per l'Arxiduc Carles.
| «                          | Entre todos los prisioneros no se han encontrado más que doce catalanes, de los que haré al momento un presente a las galeras a fin que no se hable de ellos jamás | » |
| — René de Froulay de Tessé | |   |

Durant el setge, els anglesos havien quedat impressionats per l'alta preparació, disciplina i valentia de la Coronela de Barcelona, que va culminar el seu procés de militarització entre octubre de 1706 i març de 1707, quan la Coronela va passar a uniformar-se completament, i els seus antics mosquets van ser substituïts pels nous fusells reglamentaris, quedant a tots els efectes equiparada a un regiment d'infanteria de l'Exèrcit Regular Austriacista.
Després de la victòria aliada de Barcelona, el 12 de maig de 1706, el rei Felip V va haver de fugir precipitadament. El mateix dia es va produir un eclipsi solar, cosa que es va interpretar com a l'“eclipsi del Rei Sol”, és a dir, l'inici del final de Lluís XIV, rei de França, mentre que la cort francesa va considerar oficialment l'eclipsi només com un fenomen científic.